# British Home Championship 1975
De British Home Championship van 1975 was de 80e editie van de British Home Championship. Het toernooi werd gehouden van 17 mei tot en met 24 mei 1975. Engeland werd kampioen.

## Eindstand
| Team          | Gsp | W | G | V | DV | DT | DS | Ptn |
| ------------- | --- | - | - | - | -- | -- | -- | --- |
| Engeland      | 3   | 1 | 2 | 0 | 7  | 3  | +4 | 4   |
| Schotland     | 3   | 1 | 1 | 1 | 6  | 7  | –1 | 3   |
| Noord-Ierland | 3   | 1 | 1 | 1 | 1  | 3  | –2 | 3   |
| Wales         | 3   | 0 | 2 | 1 | 4  | 5  | –1 | 2   |

## Wedstrijden
|                                                  |               |       |          |                                                                               |
| 17 mei 1975 «onderlinge duels» 15:00 uur (UTC+1) | Noord-Ierland | 0 – 0 | Engeland | Windsor Park, Belfast Toeschouwers: 36.500 Scheidsrechter: Tom Reynolds (WAL) |
| 17 mei 1975 «onderlinge duels» 15:00 uur (UTC+1) |               |       |          | Windsor Park, Belfast Toeschouwers: 36.500 Scheidsrechter: Tom Reynolds (WAL) |

|                                                  |                                  |       |                                   |                                                                                |
| 17 mei 1975 «onderlinge duels» 15:00 uur (UTC+1) | Wales                            | 2 – 2 | Schotland                         | Ninian Park, Cardiff Toeschouwers: 23.509 Scheidsrechter: Malcolm Wright (NIR) |
| 17 mei 1975 «onderlinge duels» 15:00 uur (UTC+1) | John Toshack 28' Brian Flynn 36' |       | 52' Colin Jackson 61' Bruce Rioch | Ninian Park, Cardiff Toeschouwers: 23.509 Scheidsrechter: Malcolm Wright (NIR) |

|                                                  |                                     |       |                                      |                                                                                  |
| 21 mei 1975 «onderlinge duels» 19:45 uur (UTC+1) | Engeland                            | 2 – 2 | Wales                                | Wembley Stadium, Londen Toeschouwers: 53.000 Scheidsrechter: John Paterson (SCO) |
| 21 mei 1975 «onderlinge duels» 19:45 uur (UTC+1) | David Johnson 10' David Johnson 84' |       | 55' John Toshack 56' Arfon Griffiths | Wembley Stadium, Londen Toeschouwers: 53.000 Scheidsrechter: John Paterson (SCO) |

|                                                  |                                                         |       |               |                                                                                |
| 20 mei 1975 «onderlinge duels» 20:00 uur (UTC+1) | Schotland                                               | 3 – 0 | Noord-Ierland | Hampden Park, Glasgow Toeschouwers: 64.696 Scheidsrechter: Pat Partridge (ENG) |
| 20 mei 1975 «onderlinge duels» 20:00 uur (UTC+1) | Ted MacDougall 15' Ted MacDougall 21' Derek Parlane 80' |       |               | Hampden Park, Glasgow Toeschouwers: 64.696 Scheidsrechter: Pat Partridge (ENG) |

|                                                  |                                                                                      |       |                        |                                                                                  |
| 24 mei 1975 «onderlinge duels» 15:00 uur (UTC+1) | Engeland                                                                             | 5 – 1 | Schotland              | Wembley Stadium, Londen Toeschouwers: 98.241 Scheidsrechter: Rudi Glöckner (DDR) |
| 24 mei 1975 «onderlinge duels» 15:00 uur (UTC+1) | Gerry Francis 6' Kevin Beattie 7' Colin Bell 40' Gerry Francis 64' David Johnson 73' |       | 42' (pen.) Bruce Rioch | Wembley Stadium, Londen Toeschouwers: 98.241 Scheidsrechter: Rudi Glöckner (DDR) |

|                                                  |                  |       |       |                                                                              |
| 23 mei 1975 «onderlinge duels» 15:00 uur (UTC+1) | Noord-Ierland    | 1 – 0 | Wales | Windsor Park, Belfast Toeschouwers: 17.000 Scheidsrechter: Jack Taylor (ENG) |
| 23 mei 1975 «onderlinge duels» 15:00 uur (UTC+1) | Tommy Finney 23' |       |       | Windsor Park, Belfast Toeschouwers: 17.000 Scheidsrechter: Jack Taylor (ENG) |